# Didymodon subrevolutus
Didymodon subrevolutus är en bladmossart som beskrevs av Brotherus 1902. Didymodon subrevolutus ingår i släktet lansmossor, och familjen Pottiaceae. Inga underarter finns listade i Catalogue of Life.